# 챔프 (2011년 영화)
"챔프"는 2011년에 개봉한 대한민국의 영화이다.

## 캐스팅
- 차태현 : 이승호 역
- 유오성 : 윤 조교사 역
- 박하선 : 윤희 역
- 김수정 : 이예승 역
- 박원상 : 김 조교사 역
- 백도빈 : 성현 역
- 김광규 : 광규 역
- 윤희석 : 인권 역
- 김기천 : 박 실장 / 황 위원 역
- 김상호 : 보안관 역
- 손병욱 : 깐죽이 역
- 이정우 : 찌질이 역
- 이승연 : 노인네 역
- 한성용 : 병정 2 / 성용 역
- 박성일 : 운호 역
- 백현주 : 이언니 역
- 김세동 : 재결위원 역
- 구본석 : 보안대장 역
- 박근록 : 보안대원 역
- 정민성 : 박 기자 역
- 홍재성 : 김 기자 역
- 문용철 : 의사 역
- 김구경 : 선글라스 맨 역
- 여무영 : 장제사 역
- 백윤식 : 마사회장 역 (특별출연)